# Liste der Monuments historiques in Le Pavillon-Sainte-Julie
Die Liste der Monuments historiques in Le Pavillon-Sainte-Julie führt die Monuments historiques in der französischen Gemeinde Le Pavillon-Sainte-Julie auf.

## Liste der Objekte
| Bezeichnung               | Beschreibung                               | Standort                                   | Kennzeichnung | Schutzstatus | Datum | Bild |
| ------------------------- | ------------------------------------------ | ------------------------------------------ | ------------- | ------------ | ----- | ---- |
| Skulptur Madonna mit Kind | Kalkstein, farbig gefasst, 16. Jahrhundert | in der Kirche Nativité-de-la-Vierge (Lage) | PM10001452    | Classé       | 1908  |      |
| Kirchenfenster            | aus dem 16. Jahrhundert                    | in der Kirche Nativité-de-la-Vierge (Lage) | PM10001450    | Classé       | 1894  |      |
| Pietà                     | Kalkstein, farbig gefasst, 16. Jahrhundert | in der Kirche Nativité-de-la-Vierge (Lage) | PM10001451    | Classé       | 1908  |      |